# Reina reinante

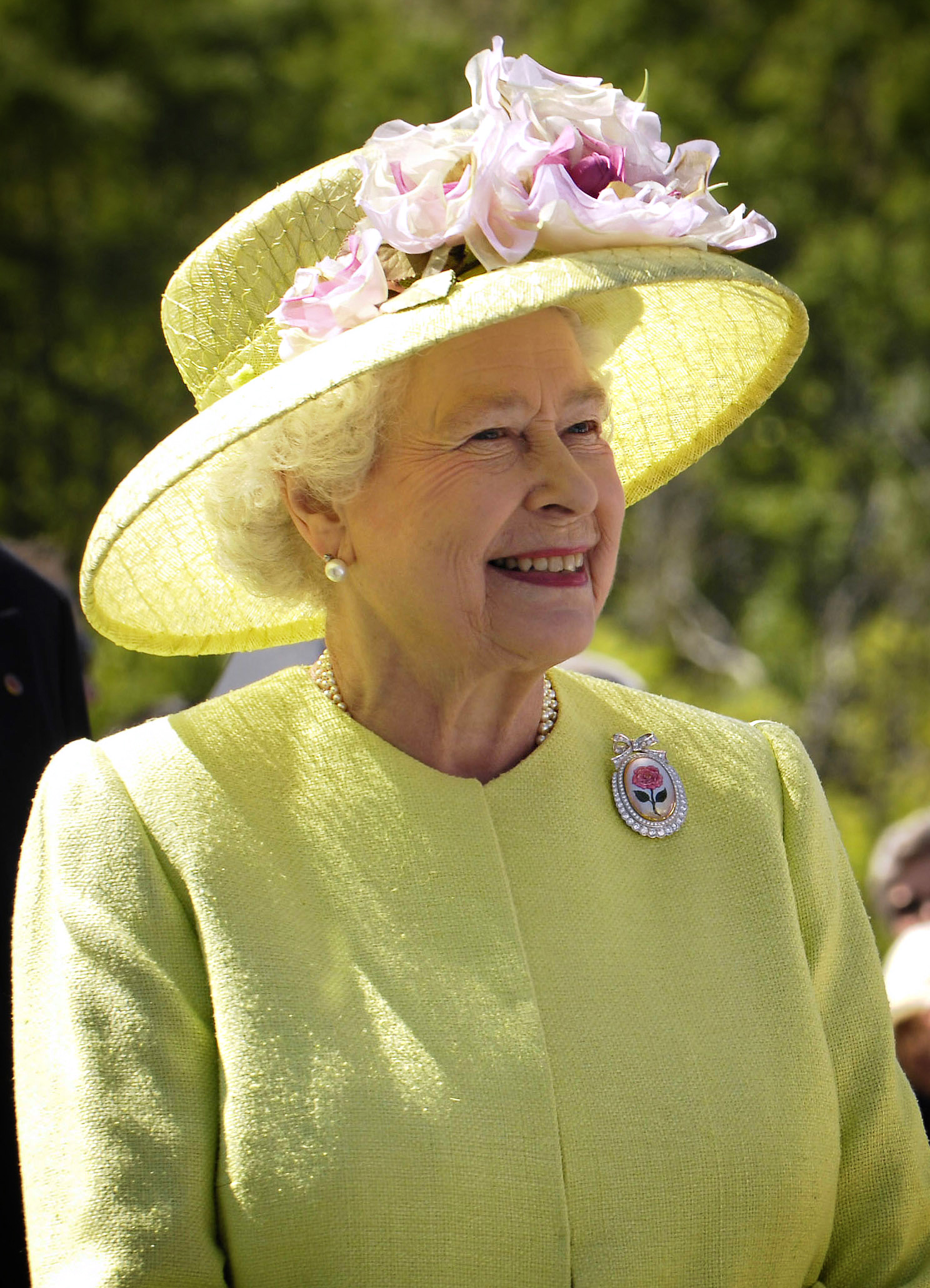
Isabel II, reina reinante del Reino Unido, fue la más longeva del mundo en el cargo.

Una reina reinante (del adjetivo reinante, «que reina», «que ejerce el poder») es una monarca, equivalente al rango de rey, que reina por derecho propio, a diferencia de una reina consorte, que es la esposa de un rey reinante, o de una reina regente, que como guardiana de un niño monarca, reina temporalmente en lugar él. Una emperatriz reinante es una monarca que reina por derecho propio sobre un imperio.
Una reina reinante posee y ejerce poderes soberanos, mientras que una reina consorte comparte el rango y los títulos de su esposo, pero no comparte la soberanía de su esposo. El esposo de una reina reinante tradicionalmente no comparte el rango, título o soberanía de su esposa. Sin embargo, el concepto de rey consorte no es desconocido en los períodos contemporáneos y clásicos.
Una reina viuda es la viuda de un rey. Una reina madre es una reina viuda que también es la madre de un soberano reinante.

## Historia

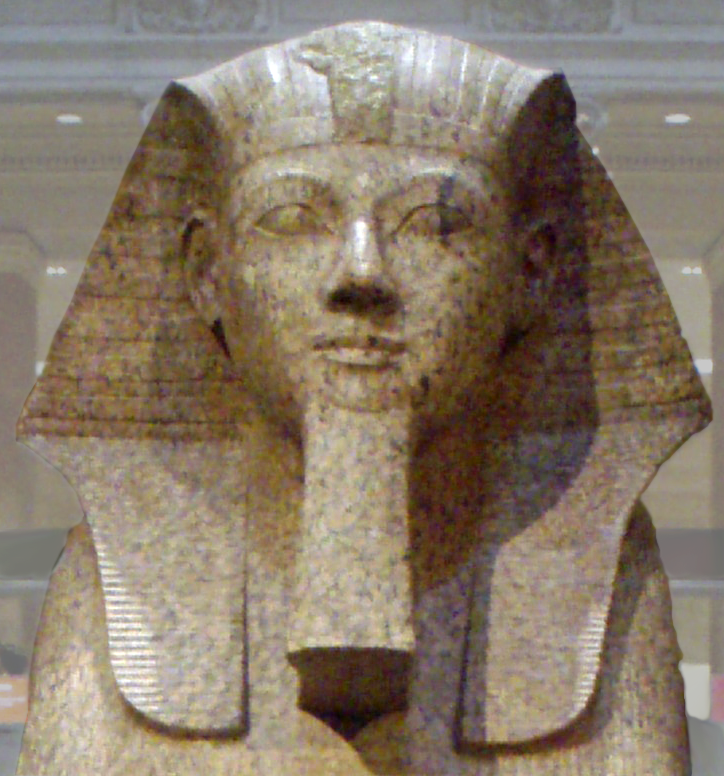
Esfinge de Hatshepsut, con barba faraónica.

En la Antigua África, Antigua Persia, las culturas de Asia y Pacífico, y en algunos países europeos, a las monarcas se les ha dado el título de rey o su equivalente, como caso de faraón, cuando el género es irrelevante para el cargo, o por el contrario, han utilizado la forma masculina de la palabra en idiomas que tienen género gramatical como una forma de clasificar sustantivos. Así, la emperatriz bizantina Irene a veces se hace llamar basileus (βασιλεύς), 'emperador', en lugar de basilissa (βασίλισσα), 'emperatriz' y por ejemplo, Jadwiga de Polonia fue coronada como Rex Poloniae, «rey de Polonia».
En el Antiguo Egipto existen varias reinas reinantes, entre ellas, Nitocris la última gobernante de la dinastía VI, Hatshepsut de la dinastía XVIII o Tausert de la dinastía XIX, esposa real del faraón Seti II, que a su muerte, pasó a ser reina reinante (reina faraón), a modo de faraón, que preparó su propia tumba KV14 en el Valle de los Reyes.
Entre los monarcas davídicos del reino de Judá, se menciona una sola reina reinante, Atalía, aunque la Biblia hebrea la considera negativamente como usurpadora. Mucho más tarde, se menciona a la reina asmonea Salomé Alejandra (Shlom Tzion) que fue la última gobernante que rigió un estado judío totalmente independiente en Israel, hasta la formación del estado moderno de Israel.

### Europa

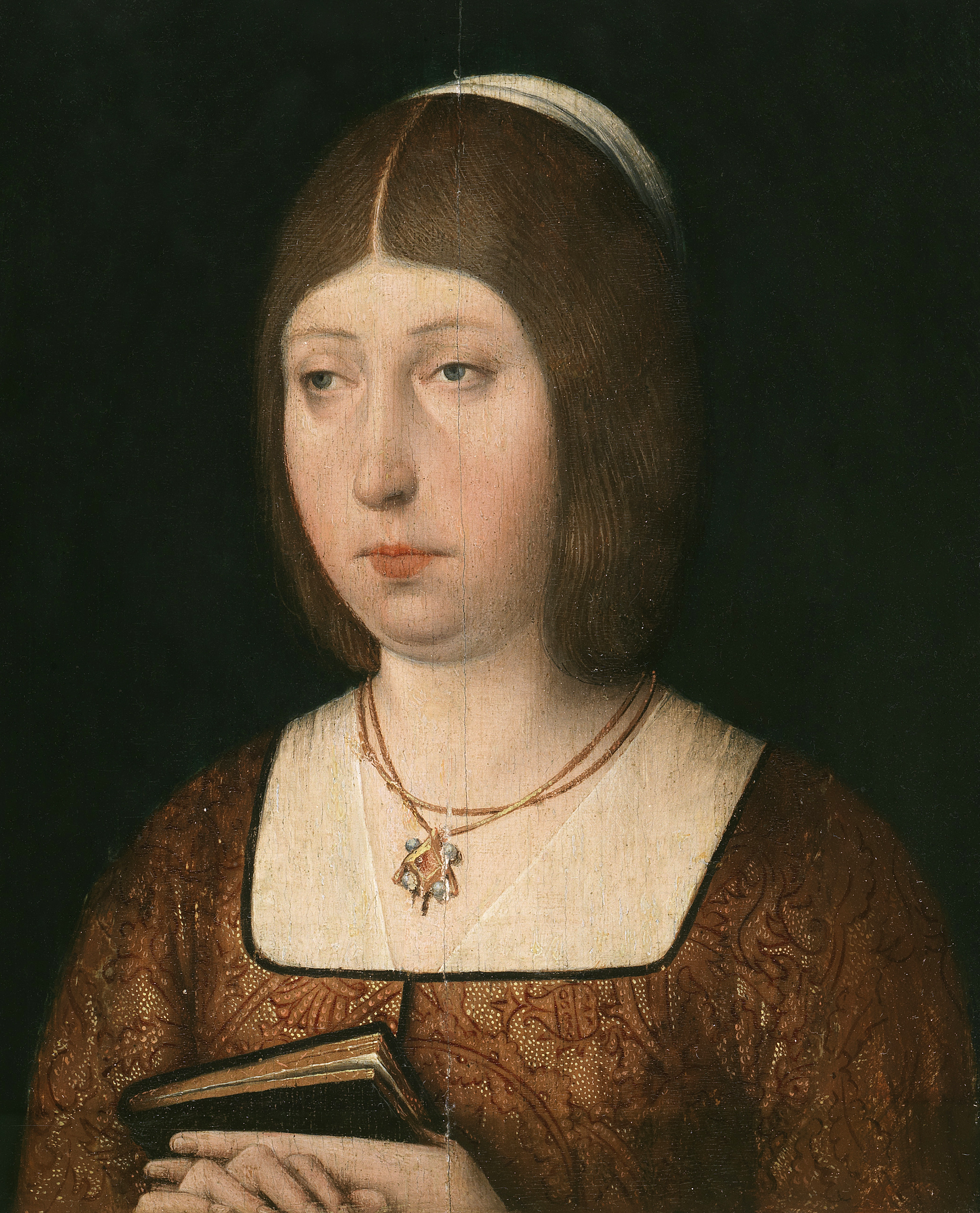
Isabel I de Castilla, la Católica.

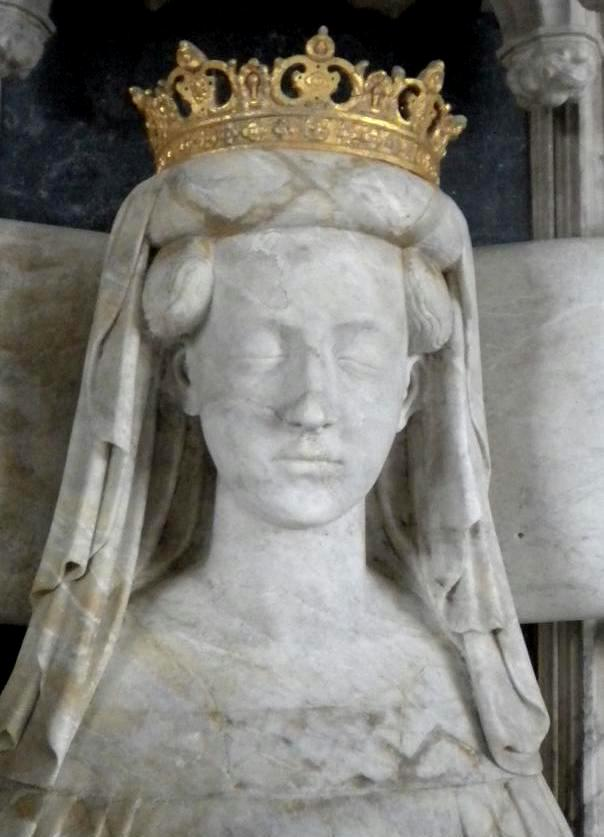
Margarita I que gobernó Dinamarca, Noruega y Suecia a finales del y principios del.

Técnicamente, un rey masculino también puede ser un rey reinante o un rey consorte, pero esta distinción es inusual pues, por ejemplo, solo se ha utilizado dos veces en la historia de la monarquía británica y sus monarcas anteriores. En todas las monarquías actuales que permiten que una reina ascienda al trono, el esposo de la reina no asume el título de rey, y generalmente se le clasifica como príncipe. El esposo de la reina María I de Inglaterra y los dos primeros esposos de María, reina de Escocia, fueron titula rey consorte de los reinos de sus esposas. El esposo de María II, reina de Inglaterra e Irlanda, y reina de Escocia, fue nombrado rey cosoberano con ella, como Guillermo III y II. Este acuerdo fue la única ocasión de cosoberanía en Gran Bretaña.
La ascensión de una reina reinante se produce cuando el orden de sucesión de una nación lo permite. Los métodos de sucesión a las reinaturas, reinos, jefaturas tribales, y otros incluyen la nominación (del monarca reinante o cuando un consejo nombra a un heredero), la primogenitura (en la que los hijos de un monarca o jefe tienen preferencia por su orden de nacimiento de mayor a menor) o la últimogenitura (donde los niños tienen preferencia en orden inverso a su nacimiento desde el más pequeño hasta el mayor). El ámbito de la sucesión puede ser matrilineal, patrilineal o los dos. Rara vez está abierto a elecciones generales cuando sea necesario. El derecho de sucesión puede estar abierto a hombres y mujeres, o limitado solo a hombres o solo a mujeres.
La sucesión más típica en las monarquías europeas desde la Baja Edad Media hasta finales del siglo XX fue la primogenitura de preferencia masculina: el orden de sucesión clasifica a los hijos del monarca por orden de nacimiento, y a continuación, las hijas, seguidas por los nietos varones. Históricamente, muchos reinos prohibieron la sucesión a las mujeres o a través de una línea femenina de acuerdo con la ley sálica. Por ejemplo, ninguna reina reinante gobernó Francia. Solo una mujer, María Teresa, gobernó Austria. Como se señala en la lista de reinas gobernantes, muchas reinaron en las monarquías europeas.
Entre las reinas reinantes de España están Urraca de León y Castilla (Totius Hispaniae imperatrix, r. 1109-1126), Petronila I de Aragón (r. 1137-1162), Berenguela de Castilla (r. 1217), Sancha de León y Dulce de León (r. 1230), Isabel I de Castilla (r. 1474-1504), Juana de Castilla (r. 1504-1555) o Isabel II de España (r. 1833-1868). 
A finales del siglo XX y principios del XXI, Suecia, Noruega, Bélgica, Países Bajos, Dinamarca, Luxemburgo y el Reino Unido modificaron sus leyes de sucesión hacia la primogenitura absoluta (donde los hijos de un monarca o jefe tienen preferencia en orden de nacimiento, de mayor a menor, independientemente de su género). Generalmente, el cambio no tiene efecto durante la vida de las personas que ya están en la línea de sucesión en el momento en que se aprobó la ley. La excepción relevante se refiere al trono de Suecia, cuando con la abolición de la ley sálica en 1980, se hizo con efecto retroactivo, lo que implicó la transferencia de la sucesión al trono del príncipe Carlos Felipe (nacido en 1979) a su hermana mayor, la princesa Victoria (nacida en 1977), un suceso que ha provocado muchas controversias.
En 2011, el Reino Unido y otros 15 reinos de la Mancomunidad (Commonwealth) acordaron eliminar la regla de la primogenitura de preferencia masculina, de forma no retroactiva. Una vez aprobada la legislación necesaria, esto significa que la princesa Carlota, hija de Guillermo de Gales, antecede en la línea de sucesión al trono a su hermano Luis.
En 2015, Isabel II del Reino Unido, se convirtió en la reina reinante y jefa de estado femenina más longeva en la historia mundial. En 2016, se convirtió en la jefa de estado y en la monarca reinante más antigua hasta su fallecimiento el 8 de septiembre de 2022.

### Asia Oriental
En China, Wu Zetian llegó a ser emperatriz reinante china y estableció la dinastía Zhou (también conocida como Wu Zhou 武 周) después de destituir a sus hijos. La emperatriz Wu usó el título de huangdi (皇帝, 'emperador') y en muchas fuentes europeas, se la refiere como «emperador femenina» en lugar de emperatriz reinante. Unas décadas antes en Corea, las reinas Seondeok de Silla y Jindeok de Silla desarrollaron el término yeowang (여왕, 'rey femenina') para referirse a sí mismas, usando este título en lugar de wangbi (왕비), que generalmente se traduce como 'reina consorte' y se refiere a la esposa de un rey o emperador.
Aunque en el Trono del Crisantemo de Japón están actualmente prohibidas las mujeres, este no siempre ha sido el caso; A lo largo de la historia japonesa ha habido ocho emperatrices reinantes. Nuevamente, el idioma japonés usa el término josei tennō (女性 天皇, 'gobernante imperial femenina') para el cargo, que sería 'emperatriz reinante' en idioma español, siendo kōgō (皇后) el término reservado para una emperatriz consorte. El debate sobre la sucesión imperial japonesa se convirtió en un tema político importante a principios de la década del 2000, ya que no había nacido ningún niño varón en la Casa Imperial de Japón desde 1965. El primer ministro Junichirō Koizumi se comprometió a presentar al parlamento un proyecto de ley para permitir a las mujeres ascender al Trono Imperial, aunque se retiró después del nacimiento del príncipe Hisahito en 2006.

## Ejemplos de reinas reinantes en la historia
| Reina        | Países                       | Fecha                                              |
| ------------ | ---------------------------- | -------------------------------------------------- |
| Isabel II    | Reino Unido                  | 6 de febrero de 1952 - 8 de septiembre de 2022     |
| Isabel II    | Canadá                       | 6 de febrero de 1952 - 8 de septiembre de 2022     |
| Isabel II    | Australia                    | 6 de febrero de 1952 - 8 de septiembre de 2022     |
| Isabel II    | Nueva Zelanda                | 6 de febrero de 1952 - 8 de septiembre de 2022     |
| Isabel II    | Jamaica                      | 6 de agosto de 1962 - 8 de septiembre de 2022      |
| Isabel II    | Barbados                     | 30 de noviembre de 1966 - 8 de septiembre de 2022  |
| Isabel II    | Bahamas                      | 10 de julio de 1973 - 8 de septiembre de 2022      |
| Isabel II    | Granada                      | 7 de febrero de 1974 - 8 de septiembre de 2022     |
| Isabel II    | Papúa Nueva Guinea           | 16 de septiembre de 1975 - 8 de septiembre de 2022 |
| Isabel II    | Islas Salomón                | 7 de julio de 1978 - 8 de septiembre de 2022       |
| Isabel II    | Tuvalu                       | 1 de octubre de 1978 - 8 de septiembre de 2022     |
| Isabel II    | Santa Lucía                  | 22 de febrero de 1979 - 8 de septiembre de 2022    |
| Isabel II    | San Vicente y las Granadinas | 27 de octubre de 1979 - 8 de septiembre de 2022    |
| Isabel II    | Belice                       | 21 de septiembre de 1981 - 8 de septiembre de 2022 |
| Isabel II    | Antigua y Barbuda            | 1 de noviembre de 1981 - 8 de septiembre de 2022   |
| Isabel II    | San Cristóbal y Nieves       | 19 de septiembre de 1983 - 8 de septiembre de 2022 |
| Margarita II | Dinamarca                    | 14 de enero de 1972 - 14 de enero de 2024          |
| Margarita II | Groenlandia                  | 14 de enero de 1972 - 14 de enero de 2024          |
| Margarita II | Islas Feroe                  | 14 de enero de 1972 - 14 de enero de 2024          |